# انسان تک‌ساحتی
انسان تک‌ساحتی (به انگلیسی:One-Dimensional_Man) کتابی اثر هربرت مارکوزه است که در سال ۱۹۶۴ منتشر شد.
وی در این کتاب به نقد انسان مدرن و مدرنیته بالاخص زمان حاضر می‌پردازد که سرمایه‌داری، پوزیتیویسم (روش اثبات گرایی)، تکنولوژی و مصرف گرایی انسان را از پرداختن و اندیشیدن به موضوعات مهم دور کرده‌است و او را به انسانی تک بعدی تبدیل کرده که هر چه نظام سرمایه‌داری می‌خواهد همان می‌کند.